# Red (canção de Taylor Swift)
"Red" é uma canção da artista estadunidense Taylor Swift, contida em seu quarto álbum de estúdio lançado em 2012. Foi composta pela própria intérprete e produzida em colaboração com Dann Huff e Nathan Chapman. Musicalmente é uma faixa country com elementos de soft rock, e liricamente é sobre sobre um antigo romance, Swift descreve como "o tipo de relacionamento que tem o melhor e o pior [momento] ao mesmo tempo". Lançada originalmente como single promocional pela Big Machine Records em 2 de outubro de 2012, foi oficializada como quinto single do álbum em 24 de junho do ano seguinte.
"Red" conseguiu obter uma boa recepção comercial nas paradas musicais. Nos Estados Unidos, alcançou a sexta posição na Billboard Hot 100, e o segundo lugar no Digital Songs e Hot Country Songs; além da primeira colocação no Country Digital Songs. Também recebeu dois discos de platina pela Recording Industry Association of America (RIAA), indicando que o single já havia vendido duas milhões de cópias no território. Nas tabelas da Austrália, Canadá e Espanha, atingiu as posições de número 30, 5 e 46, respectivamente. A recepção por parte da análise crítica foi mista, alguns críticos elogiaram a capacidade da cantora como compositora e o uso de elementos country na faixa, porém o gancho de seu refrão foi criticado.
Para sua divulgação, a intérprete apresentou a canção em várias ocasiões; durante o ano de 2012 em diferentes programas de televisão como Good Morning America, The Late Show with David Letterman, The Ellen DeGeneres Show, entre outros. Em 2013, "Red" foi incluída no repertório oficial da The Red Tour, terceira turnê mundial de Swift, e o videoclipe correspondente para canção foi lançado em 3 de julho na conta oficial de Swift no YouTube. O vídeo é constituído por filmagens da mesma na digressão, e foi descrito pelos críticos como "animador" e "energético". Além disso, a canção foi apresentada nos Prêmios CMA — ocorrida em 6 de novembro — ao lado dos musicistas Alison Krauss, Vince Gill, Sam Bush, Edgar Meyer e Eric Gardner. Dois dias depois a apresentação foi disponibilizada para download digital no iTunes. Em 2021, foi regravada por Swift com o subtítulo Taylor's Version em decorrência a controvérsia a respeito sobre os direitos de seus masters.

## Antecedentes e lançamento
"Escrevi esta canção sobre o fato de que algumas coisas são difíceis de esquecer porque as emoções envolvidas são muito intensas e, para mim, uma emoção intensa é a cor vermelha".

— Taylor Swift sobre o processo de composição da canção "Red"
Taylor Swift compôs "Red" individualmente e a produziu em colaboração com Dann Huff e Nathan Chapman. A canção foi gravada nos estúdios Blackbird em Nashville, Tennessee, a cargo de Steve Marcantonio. Em outubro de 2012, a cantora disse à revista Billboard que a faixa representou uma mudança radical no desenvolvimento do álbum. Explicando: "Quando estava escrevendo 'Red', a minha cabeça começou a vagar para vários lugares. Se eu pensasse fora da minha área, se me relacionasse com pessoas diferentes, poderia aprender com essas coisas e fazer com que o que elas ressoem em mim". Swift havia esclarecido que todos os sentimentos que vivenciou ao longo dos últimos dois anos enquanto escrevia o disco, tais como "amor intenso, frustração, ciúmes e dúvidas", identificou-se bastante com a cor vermelha, razão pela qual decidiu dar ao álbum o nome da canção.
Em 1 de outubro de 2012, Swift divulgou uma prévia de "Red" no programa estadunidense Good Morning America. Sam Lansky, do Idolator, afirmou que a canção apresenta uma distância entre a cantora e o gênero pop rock de "We Are Never Ever Getting Back Together"; também notando semelhanças com "Ours" e "Picture to Burn". No dia seguinte, após a canção estar disponível no iTunes, Lansky declarou que embora a demonstração tenha soado um pouco confusa, "a versão completa deixa o refrão num contexto de algumas palavras longas que funcionam surpreendentemente bem em conjunto". Desde então, "Red" esteve disponível como single promocional do álbum até 24 de junho de 2013, quando a gravadora da intérprete decidiu lançá-la como single oficial.

## Composição
"Red" é uma canção pop rock com elementos de música country e twang, sua instrumentação é composta por banjos e guitarras e tem uma batida "aeróbica" que fornece uma base sólida para os vocais melancólicos da intérprete. Joseph Hudak, do Country Weekly, notou que o banjo na faixa é "o único traço evidente de um instrumento tradicional de country" no álbum. Segundo as partituras musicais publicadas pela Sony/ATV Music Publishing no portal Musicnotes, "Red" está em um compasso de quatro quartos com um andamento moderado de 126 batidas por minuto. É composta na tonalidade mi maior e segue uma progressão harmônica baseada em lá-dó sustenido menor-si maior-si em suas estrofes e si-lá-mi-si em seus refrões; a voz de Swift entende-se em um registro vocal de fá3 sustenido até dó5 sustenido.

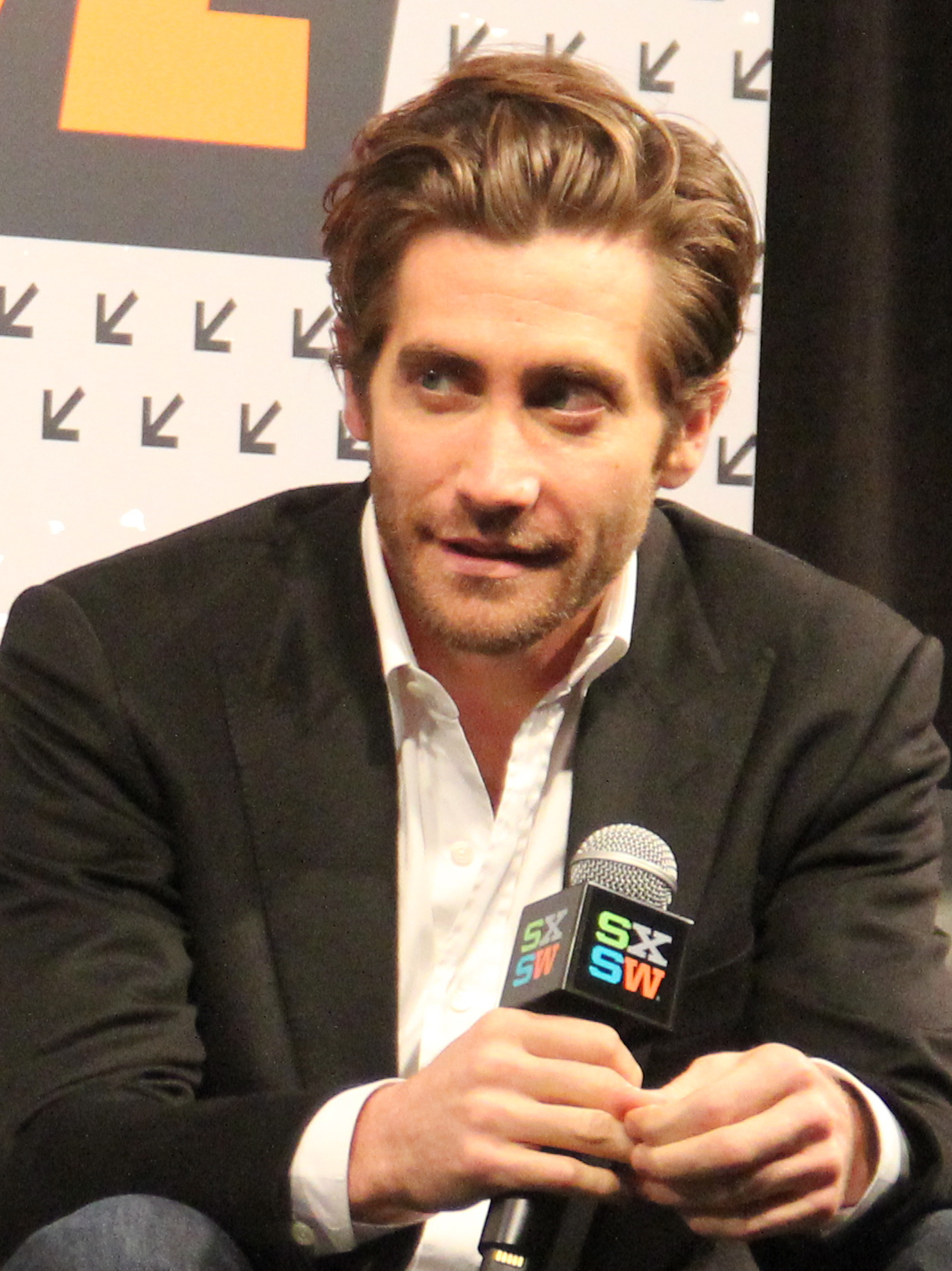
Após seu lançamento, a mídia vinculou "Red" a Jake Gyllenhaal (foto), o ex-namorado da compositora.

A canção é sobre um antigo romance que descreve as cores de cada sentimento e, de acordo com John Schulze do Examiner.com, "colore emoções durante os altos e baixos de uma relação". De acordo com Swift, trata-se "do tipo de relacionamento que tem tanto as melhores quanto as piores coisas ao mesmo tempo, e é por isso que [você] não deve esquecer essa união"; também explicou que tenta "colorir diferentes emoções em cores distintas". Embora sua produção faça relembrar o sigle "Love Story" de 2008, a sua letra é "mais dolorosa e frustrante do que qualquer um desses clichês de fábulas". Jessica Zaleski do Crushable, declarou que a obra é sobre Jake Gyllenhaal, ator e ex-namorado da cantora, traçando um paralelo entre a mensagem oculta na canção — "Sag", abreviação de Sagitário e o signo zodiacal de Gyllenhaal. A mesma conexão foi feita por Billy Dukes do Taste of Country, acrescentando que também poderia ser uma abreviação para Screen Actors Guild, premiação a qual o ator já foi indicado.
Para captar a atenção do ouvinte desde o início, "Red" começa com uma rápida metáfora sobre uma relação. As estrofes mostram várias analogias como, por exemplo, em "Touching him is like realizing all you ever wanted was right there in front of you". Acompanhada de uma instrumentação não muito "orgânica" de uma progressão riff em um bouzouki, onde Swift segue cantando: "Losing him was blue, like I'd never known / Missing him was dark grey, all alone / Forgetting him was like trying to know somebody you never met / But loving him was red". É uma metáfora que descreve o perigo de viver com "um coração exposto". Então a voz da intérprete muda a ambientação country ao cantar "Re-e-e-ed" com efeitos eletrônicos de gaguez para acentuar o refrão. Jessica Sager da PopCrush e Andrew Unterberger da Popdust descreveram esta pequena parte como "robótica"; Sager chamou de "mais irritante do que cativante" e Unterberger notou uma semelhança com os trabalhos da banda The Black Eyed Peas. Conforme "Red" avança, sua letra chega à ponte que diz: "Remembering him comes in flashbacks, in echoes / Tell myself it's time now gotta let go"; a partir daí, a canção aprimora o pensamento impossível de esquecer o relacionamento. Desta forma, Swift "agarra esse sentimento e o dispersa" através de si. Concluindo com a repetição da metáfora no início da obra: "Loving him is like driving a new Maserati, down a dead end street".

## Análise da crítica
"Red" recebeu resenhas mistas, na sua maioria positivas, de críticos de música. O colunista do Los Angeles Daily News, Sam Gnerre, destacou a voz da cantora e a chamou de "uma de suas canções mais cativantes". Grady Smith, da Entertainment Weekly, zombou do tema da faixa e afirmou que "se vamos entrar em uma canção de apenas uma cor, precisamos mais do que apenas vermelho, azul ou cinza escuro". A classificação de três estrelas em cinco foi dada por Jessica Sager do PopCrush e disse que o country e o twang na obra são "apenas para apaziguar os fãs de country" da cantora. Por outro lado, criticou a gaguez de seu refrão por parecer um exagero. Amy Sciarretto, do mesmo site, comentou que essa "aceleração" mostra um tom diferente de sua música. Na revista Rolling Stone, "Red" foi analisada como mais influenciada pelo country do que o primeiro single do álbum e também foi argumentado que a letra é "simples, mas eficiente".

## Faixas e formatos
"Red" teve sua prévia divulgada no programa Good Morning America em 1 de outubro, e no dia seguinte foi lançado através de download digital no iTunes Store de países como Brasil, Estados Unidos e Portugal.
| Download digital |        |         |  |
| N.º              | Título | Duração |  |
| 1.               | "Red"  | 3:43    |  |

| Download digital da apresentação ao vivo nos CMA Awards de 2013 |                                                                            |         |  |
| N.º                                                             | Título                                                                     | Duração |  |
| 1.                                                              | "Red" (com Alison Krauss, Edgar Meyer, Eric Darken, Sam Bush e Vince Gill) | 3:46    |  |

## Créditos
Os créditos seguintes foram adaptados do encarte do álbum Red (2013).
Gravação
- Gravada no Blackbird Studios (Nashville, Tennessee);
- Mixada no Blackbird Studios (Nashville, Tennessee);
- Masterizada no MasterMix (Nashville, Tennessee);

Equipe
| - Taylor Swift — vocais principais, vocais de apoio, composição, produção - Nathan Chapman — produção, guitarra acústica, percussão - Dann Huff — produção, bouzouki - Steve Marcantonio — gravação - Seth Morton — assistência - David Huff — edição digital - Justin Niebank — mixagem - Drew Bollman — assistência - Hank Williams — masterização - Mike Griffith — coordenador de produção | - Jason Campbell — coordenador de produção - Tom Bukovac — guitarra elétrica - Paul Franklin — steel guitar - Ilya Toshinskiy — ganjo - Jimmie Sloas — baixo elétrico - Jonathan Yudkin — violoncelo, fiddle - Charlie Judge — piano, sintetizador, órgão Hammond - Aaron Sterling — bateria |

## Desempenho comercial
Nos Estados Unidos, "Red" estreou na posição de número seis na tabela musical da Billboard, a Hot 100, em 11 de outubro de 2012. Sendo a 13ª canção da intérprete a chegar ao top 10. No Hot Country Songs, a faixa atingiu a segunda colocação em 20 de outubro, permanecendo na tabela por 42 semanas. O single foi certificado com dois discos de platina pela Recording Industry Association of America (RIAA), vendendo digitalmente duas milhões de unidades nos Estados Unidos. Em outros territórios de língua inglesa, a faixa conseguiu atingir bons índices como no Canadá (5), Nova Zelândia (14), Irlanda (25), Reino Unido (26) e Austrália (30). Nos dois últimos países citados foi certificado com disco de prata e ouro. Ademais, "Red" alcançou posições baixas no Japão (43), Espanha (46) e Itália (56).

### Posições nas tabelas musicais
| Tabela musical (2012—13)                     | Melhor posição |
| -------------------------------------------- | -------------- |
| Austrália (ARIA)                             | 30             |
| Canadá (Canadian Hot 100)                    | 5              |
| Canadá (Billboard Country)                   | 17             |
| Espanha (PROMUSICAE)                         | 46             |
| Estados Unidos (Billboard Hot 100)           | 6              |
| Estados Unidos (Billboard Country Airplay)   | 7              |
| Estados Unidos (Billboard Hot Country Songs) | 2              |
| França (SNEP)                                | 103            |
| Irlanda (IRMA)                               | 25             |
| Itália (FIMI)                                | 56             |
| Japão (Japan Hot 100)                        | 43             |
| Nova Zelândia (Recorded Music NZ)            | 14             |
| Reino Unido (UK Singles Chart)               | 26             |

| Tabela musical (2013)                        | Melhor posição |
| -------------------------------------------- | -------------- |
| Estados Unidos (Billboard Country Airplay)   | 43             |
| Estados Unidos (Billboard Hot Country Songs) | 44             |
| Tabela musical (2014)                        | Melhor posição |
| Estados Unidos (Billboard Country Airplay)   | 99             |

| Região | Certificação | Vendas     |
| --- | ------------ | ---------- |
| Austrália (ARIA)                                                                                             | Ouro         | 35,000^    |
| Estados Unidos (RIAA)                                                                                        | 2× Platina   | 2,000,000‡ |
| Reino Unido (BPI)                                                                                            | Prata        | 200,000‡   |
| ‡vendas+valores de streaming baseados somente na certificação ^distribuições baseadas apenas na certificação |              |            |

## Red (Taylor's Version)
Em 6 de agosto de 2021, Swift anunciou uma versão regravada de "Red" com o subtítulo Taylor's Version, seria inclusa como a segunda faixa de alinhamento de seu segundo álbum regravado, Red (Taylor's Version), que foi lançado em 12 de novembro de 2021 pela Republic Records. Uma prévia da canção foi divulgada por meio do perfil oficial da cantora no Instagram.

### Créditos
Os créditos seguintes foram adaptados do encarte do álbum Red (Taylor's Version) (2021).
Gravação
- Gravada no Blackbird Studios (Nashville, Tennessee);
- Mixada no Mixstar Studios (Virginia Beach, Virgínia);
- Masterizada no Sterling Sound (Edgewater, Nova Jérsei);

Equipe
- Taylor Swift — vocais principais, vocais de apoio, composição, produção
- Christopher Rowe — produção
- David Payne — gravação
- Derek Garten — engenheiro, edição digital
- Austin Brown — assistência de engenharia, edição digital
- Dan Burns — engenheiro adicional
- Serban Ghenea — mixagem
- Bryce Bordone — engenheiro de mixagem
- Randy Merrill — masterização
- Matt Billingslea — bateria, percussão
- Amos Heller — baixo
- Mike Meadows — sintetizador, órgão Hammond
- Paul Sidoti — guitarra elétrica
- Max Bernstein — guitarra elétrica
- David Cook — piano
- Jonathan Yudkin — corda, bouzouki

### Posições nas tabelas musicais
| Tabela musical (2021)                        | Melhor posição |
| -------------------------------------------- | -------------- |
| África do Sul (RISA)                         | 78             |
| Austrália (ARIA)                             | 12             |
| Canadá (Canadian Hot 100)                    | 12             |
| Coreia do Sul (Gaon BGM)                     | 96             |
| Coreia do Sul (Gaon Download)                | 170            |
| Estados Unidos (Billboard Hot 100)           | 25             |
| Estados Unidos (Billboard Hot Country Songs) | 5              |
| Global 200 (Billboard)                       | 13             |
| Irlanda (IRMA)                               | 9              |
| Nova Zelândia (Recorded Music NZ)            | 15             |
| Reino Unido (UK Singles Chart)               | 22             |
| Singapura (RIAS)                             | 4              |